# Língua bisã
Bisã, ou Busa, é uma língua Mandê falada por cerca de 110 mil pessoas e que se originou do Emirado Bussa, Nigéria; é chamada Busanchi em língua hauçá e também Zugweya.

## Escrita
A língua Busa usa o alfabeto latino adaptado para sua fonologia, o qual não apresenta as letras C, J, Q, X. É composto pelas 22 restantes letras e mais 11 encontros consonantais, havendo ainda letras com til, letras duplas, num total de 56 símbolos

## Amostra de texto
Pai Nosso
Wa De kɛ̀ kú musu, ǹ tó wàgↄ̃ dↄ̃ kɛ̀ n tↄ́ adona. Ǹ tó kpata kɛ̀ bↄ̀ n kiia bↄ gupuraaa, wà n pↄyezi kɛ anduna guu, lán wè kɛ zaa musu nà. Ǹ wa gba ú kɛ̀ wé ble gbã̀a. Ǹ wa taarinↄ kɛ̃we, lán weè kɛ̃ gbɛ̃ kɛ̀ aↄ̃ taari kɛ̀weenↄnɛ nà. Ǹton tó wà fu yↄ̃agwanaaro, ǹ wa sí à zaaaa.